# 国際教養学部
国際教養学部（こくさいきょうようがくぶ）は、日本の大学における学部の一つ。
英語名称は「School of International Liberal Studies（早稲田大学）」、「Faculty of Liberal Arts（上智大学や広島女学院大学）」、「Global Liberal Arts Program（立教大学）」、「Global Interdisciplinary Studies（法政大学）」、「Faculty of International Liberal Arts（順天堂大学・獨協大学・創価大学）」というように統一されていない。 
本稿では、「国際教養学部」を称する学部を有している大学に加え、それに類する学部学科を有している大学を含めて記述する。

## 概要
教育課程の潮流は、1949年（昭和24年）に設置された上智大学国際部や、1953年（昭和28年）に設置された国際基督教大学教養学部まで遡る。
この流れを汲み、21世紀に入ってから「国際教養学部」の名前を冠する学部組織が設置され始めた。2002年（平成14年）に設立された東京女学館大学が初めて「国際教養学部」の名称を用いている。以降、多くの大学が本学部を新設・既存組織や学部を改組して設置している。

## 教育内容・特徴

### 教育内容
教育内容や方法は大学により大きく異なるが､主に以下の3タイプに大別される｡
設置科目と専攻領域に関し、国際教養学部においては人文科学や社会科学分野と、国際関係学などその派生の学際科目群が学修と専攻の中心となっている。物理学や数学など自然科学分野は設置科目や専攻領域として網羅されず、環境学関係など一部の学際領域が置かれるに留まる。
　
(1)英語によるリベラル・アーツ教育を行う大学
東京大学教養学部PEAK、上智大学国際教養学部が挙げられる。「英語でリベラル・アーツ教育が受けられる学部」として、海外での評価を高め、多くの留学生を呼び込むことなどが大きな狙いとされている。上智大学国際教養学部の場合、学生の3割が外国籍で、残り7割の日本人学生も帰国子女が大半である。英語教育に関しては、ネイティブスピーカーでも習得が難しいアカデミックスキルを身に着けるための授業が用意されているケースがある。上智大学国際教養学部では、新入生に対し「FLA Core Program」が用意されており、アカデミックな読み書き・プレゼン・思考法などのトレーニングをネイティブスピーカーとノンネイティブスピーカーが同様に受ける。ただし、学生は英語を既に習得していることが前提であり､「英語習得の為の教育」は基本的に行われない。日本語母語話者の学生が、日本語の授業を受ける場合と同様に、すべて英語で行われる通常の授業やゼミなどの活動を通じて言語運用能力を磨いていくことになる。②の場合も同様だが、日本語が母語である学生にとっては、母語で思考力や言語運用能力を磨く機会は提供されない。
(2)英語イマージョン・プログラムを行う大学
国際教養大学、早稲田大学、法政大学など大多数の「英語で教育を行う国際教養学部」が当てはまる｡「英語習得」や「留学による海外経験をすること」が主な目的であり､1年次の多くは､「英語運用力を身に付ける為の科目」を履修し､2年次以降は諸学問分野の入門～初級レベルの内容を広く浅く英語で学ぶことで英語の習得を目指す｡これは「イマージョン・プログラム」と呼ばれる「外国語習得を目的とした」もので①とは全くの別物である｡前述の様に「英語習得や海外留学」が主目的であり、学問分野における教育は「一般教養レベル」である。演習や卒業研究を必修としているケースにおいても同様であり、他学部の様な「学部レベルの専門教育」は行われない。「リベラル・アーツ教育」を掲げているケースが多いが、実質的な教育内容として対応するのは、米国における「リベラル・アーツ・カレッジ」ではなく「コミュニティ・カレッジ」である (かつレベルは日本人向けに調整されている)。学生からも「広く浅くは学べたが、あまりに浅すぎた」「教授達が力を出しきれていない」「（経済学など一つの分野において）段階的、体系的に学べるようになっていないので、初級・中級・上級もレベルの差がない」「広く浅すぎて結局何を勉強したのか分からない」「本来、米国で大学院進学を前提に作られているのに、日本では大学院に進学せずに行き止まり。無理がある」など、専門性の弱さを指摘する声もある。　
(3)国際性を重視したリベラル・アーツの取り組み
千葉大学、横浜市立大学などが挙げられる。原則､日本語による教育が行われている｡「国際性」へのアプローチは各大学により異なるが、主に 「(ⅰ)国際的なテーマへの学際的アプローチ」 および 「(ⅱ)外国語教育や留学の重視」 により行われる｡ただし、元来「国際性を重視した『教養学部』」としては、国際基督教大学 (ⅰ・ⅱの双方に当てはまる) が代表的であり、その他の「既存の教養学部」においても、「国際的なテーマへの学際的アプローチ」を扱ったり (東京大学・埼玉大学)、「「外国語教育や留学を重視」している大学は多いので、両者の違いは曖昧である。順天堂大学の様に、専門領域が「「(ⅰ)国際的なテーマへの学際的アプローチ」に特化している場合は、教育内容は「国際関係学部」とほぼ同一である。獨協大学や名古屋外国語大学 (世界教養学部) の様に「複数言語の運用能力の獲得」を教育目標の基盤に置いた「外国語学部」に近い教育を行う大学、獨協大学や立命館アジア太平洋大学の様に「アジア太平洋地域」における複数言語・複数文化を様々な分野から横断的に学ぶ大学などもある｡

### 特徴
同学部を設置する多くの大学は､学部在学中に留学することが義務付けられてることが多い。早稲田大学や国際教養大学において日本人学生は原則1年間、宮崎国際大学では16週間の留学が、必修となっている。
また留学生や帰国子女などの海外経験のある学生も積極的に受け入れており多様なバックグラウンドを持つ学生が共に学ぶことが重視される傾向にある。外国人留学生の受け皿としての役割を担うケースも多い。一方で､そのような環境で学んだ学生は､日本社会への適合が困難になり､企業に就職後「早期離職」の傾向が総じて高い点も指摘されている｡留学生や帰国子女だけでなく､日本で育った一般学生も､彼等から様々な文化の考え方の違いを知りることで影響を強く受け、同様の傾向が見られる｡近年は企業も早期離職しやすい人材について､出身大学や学部などのデータ集積を行っている｡

## 設置大学

### 国立大学
- 千葉大学

### 公立大学
- 国際教養大学（2004年新設）
- 横浜市立大学（2019年4月開設）

### 私立大学
- 追手門学院大学
- 開智国際大学
- 順天堂大学
- 上智大学（2006年 旧・比較文化学部を改組）
- 創価大学
- 千葉商科大学
- 中京大学
- 獨協大学（2007年 旧・外国語学部言語文化学科を改組）
- 南山大学
- 法政大学
- 宮崎国際大学
- 桃山学院大学
- 立命館大学（2019年4月開設）
- 早稲田大学（2004年設置、従来の国際部（留学生別科）を改組)
- 立教大学（2017年開設、「国際教養学部」とは名乗らないがGLAPがこれに相当する）
- 武蔵大学（2022年開設）

など

## 国際教養学科・コースを置く大学

### 国立大学
- 東京大学 - PEAK (教養学部 前期.国際教養コース 後期.国際日本研究・環境学コース)

### 公立大学
- 福岡女子大学 - 国際文理学部国際教養学科

### 私立大学
- 京都外国語大学 - 外国語学部国際教養学科
- 神戸女子大学 - 文学部国際教養学科
- 仙台白百合女子大学 - グローバル・スタディーズ学科
- 同志社女子大学 - 学芸学部国際教養学科
- 名古屋商科大学 - 外国語学部国際教養学科
- 日本大学 - 国際関係学部国際教養学科
- 北海道文教大学 - 国際学部国際教養学科

など

### 公立短期大学
- 県立新潟女子短期大学 - 国際教養学科

### 私立短期大学
- 大阪キリスト教短期大学 - 国際教養学科
- 光陵女子短期大学 - 国際教養学科を経て国際コミュニケーション学科
- 南九州大学短期大学部 - 国際教養学科

など

## 類似の学部学科を置く大学

### 私立大学
- 神田外語大学 - グローバル・リベラルアーツ学部
- 国際基督教大学(ICU) - 教養学部
- 立教大学 - GLAP (Global Liberal Arts Program)
- 立命館アジア太平洋大学 - アジア太平洋学部
- 立命館大学グローバル教養学部
- 名古屋外国語大学 - 世界教養学部

など

## 過去に設置していた大学
- 倉敷芸術科学大学
- 東京女学館大学
- 富山国際大学
- 広島女学院大学